# Беднарек, Филип
Фи́лип Бедна́рек (пол. Filip Bednarek; род. 26 сентября 1992, Слупца, Польша) — польский футболист, вратарь роттердамской «Спарты».

## Карьера

### Клубная
Беднарек начал заниматься футболом в детской команде «Сокол» из Клечева. В 2007 году он присоединился к юношескому составу «Амики».
Спустя год молодой голкипер был замечен нидерландским «Твенте», в который вскоре и перешёл.
6 декабря 2012 года Филип дебютировал в основном составе клуба из Энсхеде в матче группового этапа Лиги Европы 2012/13 против шведского «Хельсинборга».
С сезона 2013/14 Беднарек начал выступать за «Йонг Твенте» в Эрсте Дивизи. Первый матч за резервный состав энсхедцев Филип провёл 10 августа 2013 года против МВВ Мастрихт.
23 марта 2015 года руководство «Твенте» объявило о том, что контракт с польским вратарём, истекающий летом того же года, продлён не будет.
5 июля 2015 года Беднарек подписал контракт на один сезон с клубом «Утрехт». Летом 2018 года перешёл в «Херенвен».

### В сборной
Филип выступал за юношеские сборные Польши. 4 июня 2014 года Беднарек дебютировал в молодёжной сборной Польши.

## Личная жизнь
У Филипа есть младший брат, Ян, который также футболист. В настоящее время он выступает за английский «Саутгемптон».